# 悪霊追い出し
悪霊追い出し（あくれいおいだし）とは、堕落した御使いである悪霊をキリストの権威（エクスーシア）によって追い出すことである。ここでは聖書の語句とプロテスタントの神学用語について解説する。カトリック教会についてはカトリック教会のエクソシスムとエクソシストを参照。ただし、自由主義神学（リベラル）では堕落した御使いとしての人格的悪霊の存在を認めないことがある。

## 宣教

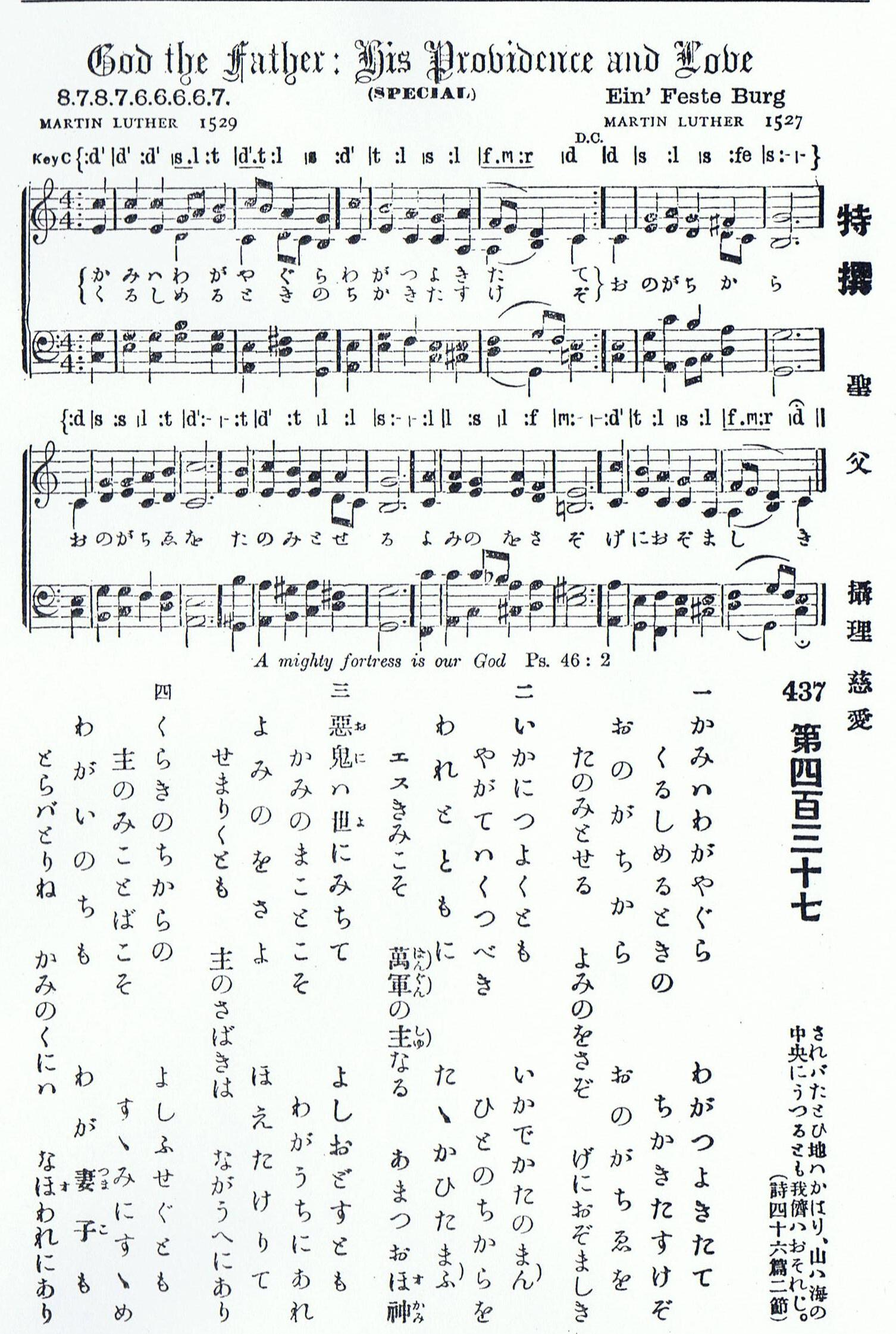
神はわがやぐら 『讃美歌』1903年

ピーター・ワグナーは霊の戦いの3段階のレベルにおいて、悪霊追い出しを1段階の地上レベルの霊の戦いに位置づける。マタイによる福音書10章には「イエスは十二弟子を呼び寄せて、悪霊を追い出し、あらゆる病気とあらゆる患いを治すために、悪霊を制する権威を彼らにお与えになった。」（10:1、現代訳聖書）と書かれてある。イエス・キリストは12人を遣わされるときこう命じられたと聖書にある。「行って、『天の御国が近づいた』と宣べ伝えなさい。病人を直し、死人を生き返らせ、ツァラアトをきよめ、悪霊を追い出しなさい。あなたがたは、ただで受けたのだから、ただで与えなさい。」（7-8、新改訳聖書）。ピーター・ワグナーはこの聖句からイエス・キリストは宣教命令と悪霊追い出しを関連付けられたと釈義している。ただし、1段階レベルの悪霊追い出しについてイエス・キリストは明示されたが、2段階レベルの「オカルトレベルの霊の戦い」、3段階レベルの「戦略レベルの霊の戦い」に進むのかははっきりとは明示されていないと説明している。その3段階目にある地域を支配する霊との戦いについては福音派の中に議論がある。「霊の戦いに関する聖書的・包括的理解のためのナイロビ声明」は、地域を支配する霊は議論のある事柄としている。またナイロビ声明は初代教会において悪霊との対決は教会が未信者と遭遇したところで見られ、「力の対決」が福音伝道と結び付けられているとし、未信者から悪霊を追い出す必要を認めているが、クリスチャンから悪霊を追い出す必要については議論のある事柄として検討されている。
ピーター・バイヤーハウスは悪魔の入り込んでいない異教礼拝はないのであり、宣教師の目指す異教徒たちの回心は、悪霊を追放することを含むとしている。宣教者の働きは「彼らの目を開いて、暗闇から光に、サタンの支配から神に立ち返らせ」（使徒26:18、新改訳聖書）ることであると定義される。「この父である神は、私たちを悪魔の支配する暗闇から救い出して、愛する御子キリストの支配下に移してくださった。」（コロサイ1:13、現代訳聖書）「私たちは神の子供であり、この世界は悪魔の支配下にあることを知っている。」（第一ヨハネ5:19、現代訳聖書）、「私たちは神からの者であり、全世界は悪い者の支配下にある」（一ヨハ5:19、新改訳聖書）と聖書に書かれてある。この聖句からノンクリスチャンは現在すべて悪魔の支配下にあり、クリスチャンになるとはそこから神の支配に移されることを示していると講解される。
ジャン・カルヴァンは『キリスト教綱要』第一篇14章18でイエス・キリストは死んでサタンを征服したため、クリスチャンの魂をサタンが支配することはできないが、サタンはキリストによって追い出されるまではこの世を占有しており、クリスチャンが神の子として認められるのに対し、福音を信じないすべての者はサタンによって盲目とされており（第二コリント4:4）、不敬虔な者、ノンクリスチャンは堕落して帯びるにいたったサタンの像によって悪魔の子、サタンの子とみなされると述べている。

## 偶像崇拝と悪霊追い出し
聖書の十戒には、偶像を拝んではならないと神が命じられたと書いてある。使徒パウロの第一コリント教会への手紙には「偶像にささげる物は、実は悪霊にささげるのであって、私は、あなたがそうすることによって、悪霊と交わってほしくないのである。」（10:20、現代訳聖書）とあり、
奥山実、水草修治、滝元明、チャールズ・クラフトらは、仏壇、神棚など異教の偶像崇拝の背後に、偶像を拝ませる悪霊の働きがあるとし、悔い改めてそれらを破棄するように教えている。
また、インターナショナル・チャペル・ミニストリーズは、仏教や神道など異教の葬儀では悪霊が働くので、それらに出席する場合にはイエス・キリストの御名によって悪霊を追い出すようにすすめている。
使徒の働き17:22のギリシア語: δεισιδαιμονεστέρουςは、「宗教心のあつい」（新改訳聖書、現代訳聖書）と訳されているが、このギリシャ語は「異例なまでに神々を恐れる」という意味であって、この語は他の聖書個所では悪霊と訳されている。旧約時代に神に背いて偶像を拝む民が申命記32章17節、詩篇106篇37-38節で悪霊（לשדים）にささげものをしたと書かれているように、異教徒たちは悪霊を拝んでいるため、アフリカ、インド、中国、日本では悪霊につかれた例が多くあるとされる。
チャールズ・ホッジは第一コリント8:4と10:19-20の関係を明確にし、「偶像の神」は悪霊を指すと釈義している。

## 讃美と悪霊追い出し
聖書の第一サムエル記16章にはダビデの竪琴によって悪霊が出て行った記事がある。福音歌手の森祐理はコンサートで讃美を捧げている時に、会場から悪霊が出て行くのが分かるようになったと述べており、これを、主は讃美の中に住まわれるのであり、悪霊は主の臨在に我慢が出来ないからであると説明している。手束正昭はここから讃美には悪霊を追い出す力があると教えている。